# 集合号
集合号（英語：Assembly）是一种军号曲目，通常在发出特定部队在某一指定地点集结的命令时所使用。